# Decima rima
La decima rima è una strofa di dieci versi, di differente struttura nella metrica italiana, spagnola e tedesca.

## Letteratura spagnola
Nella letteratura in lingua spagnola la décima è una strofa di dieci ottonari in cui, di regola, il primo verso rima con il quarto e il quinto, il secondo verso con il terzo, il sesto verso con il settimo e con l'ultimo, e l'ottavo verso rima col nono (schema: ABBAACCDDC); può avere un punto fermo o i due punti dopo il quarto verso, ma non oltre il quinto. Può essere intesa come una strofa formata da due redondillas (ABBA e CDDC) unite da un distico centrale cerniera (AC).
In onore di Vicente Espinel, nella letteratura in lingua spagnola tale metro è denominato anche espinella.
Questo metro è ancora molto diffuso in America Latina; è stato utilizzato fra gli altri dai poeti della Generazione del '27, quali Jorge Guillén e Gerardo Diego, e dai payadores, poeti popolari sudamericani che improvvisano accompagnando i propri versi con la chitarra.
Nella canzone, una delle più celebri compositrici di décimas è la cilena Violeta Parra che scrisse la sua autobiografia in questo metro. Tra le sue canzoni più famose che seguono lo schema ricordiamo Volver a los 17 e La exiliada del sur.

## Letteratura italiana
Nella metrica italiana, la decima rima è una strofa di dieci endecasillabi in cui ai primi sei versi a rima alternata segue un tetrastico finale di cui tre versi baciati su altra rima, e l'ultimo verso che rima con il verso pari della sestina alternata, secondo lo schema ABABABCCCB. 
La decima rima è stata utilizzata raramente nella metrica italiana, essendo stata impiegata come stanza delle laudi, con alcune varianti:
- con X finale in luogo della B finale, ossia con una rima che viene ripresa in tutte le strofe
- nella forma detta «cobla capfinida», nel primo verso della strofa si riprendevano parole contenute nell'ultima strofa precedente
- nella Canzone di Auliver, una composizione del XIV secolo, al termine di cinque strofe con schema ABABABCCDD è presente un distico baciato (versi 51-52) che riprende la rima dei versi finali (DD) dell'ultima strofa

## Letteratura tedesca
In età romantica la Dezime è stata utilizzata anche da poeti di lingua tedesca, quali Ludwig Tieck e Joseph von Eichendorff, soprattutto in ballate di tipo popolare.

### Libri
- Pietro G. Beltrami, La metrica italiana, Bologna, Il Mulino, 1991, ISBN 88-15-03276-2.
- Giorgio Bertone, Breve dizionario di metrica italiana, Torino, Einaudi, 1999, ISBN 88-06-15109-6.
- Gianfranco Contini (a cura di), Poeti del Duecento, vol. 2, Milano-Napoli, Ricciardi, 1960.
- (DE) Wolfgang Kayser, Kleine deutsche Versschule, Francke Verlag, 1982.
- Guido Mazzoni, Un pianto della Vergine in decima rima, in Atti del Reale Istituto Veneto, serie 7, vol. 2, 1890-1891.

### Articoli
- (ES) Dorothy C. Clark, Redondilla and copla de arte menor, in Hispanic Review, vol. 9, n. 4, 1941,  pp. 489-493.
- (ES) Raúl Dorra, El arte del payador (PDF), in Revista de Literaturas Populares, vol. 4, n. 1, gennaio-giugno 2007,  pp. 110-132, ISSN 1665-6431 (WC · ACNP).
- Roberta Manetti, La decima rima, in Anticomoderno, vol. 2, 1996,  pp. 145-56.